# Amt Stavenhagen
Związek Gmin Stavenhagen (niem. Amt Stavenhagen) – związek gmin w Niemczech, leżący w kraju związkowym Meklemburgia-Pomorze Przednie, w powiecie Mecklenburgische Seenplatte. Siedziba związku znajduje się w mieście Stavenhagen.
W skład związku wchodzi 13 gmin:
1. Bredenfelde
2. Briggow
3. Grammentin
4. Gülzow
5. Ivenack
6. Jürgenstorf
7. Kittendorf
8. Knorrendorf
9. Mölln
10. Ritzerow
11. Rosenow
12. Stavenhagen
13. Zettemin